# Марков, Фёдор Васильевич
Федор Васильевич Марков (15 августа 1910 года, село Бехово, Смоленская губерния, Российская империя, — август 1978 года, Москва, РСФСР, СССР) — советский политик, первый секретарь Калининградского обкома КПСС в 1959—61 гг.

## Биография
С 1929 года — инспектор народного образования, с 1931 в ВКП(б), в 1935 г. заочно окончил Смоленский государственный педагогический институт, проходил службу в Красной Армии, был начальником колхозной школы, руководителем районного отдела образования и директором школы в Смоленской области. В 1939—1943 гг. — 1-й секретарь Елецкого городского комитета ВКП(б), в 1943—1944 — 1-й секретарь горкома ВКП(б) в Орле, в 1944—1947 году — секретарь Орловского областного комитета ВКП(б).
С 1947 инструктор управления кадров и отдела партийных органов ЦК ВКП(б), потом инспектор ЦК ВКП(б), в 1951—1959 годах — секретарь Калининградского областного комитета ВКП(б)/КПСС. С 22 мая 1959 по 10 июня 1961 года — 1-й секретарь Калининградского областного комитета КПСС, потом в течение полугода находился на лечении.
С декабря 1961 — руководитель группы контролеров Комитета государственного контроля Совета Министров РСФСР в Калинине, с января 1963 по декабрь 1965 года — председатель Калининского областного комитета партийно-государственного контроля и секретарь Калининского областного комитета КПСС, с декабря 1965 года по март 1967 — председатель областного комитета народного контроля в Калинине, в 1972—1973 гг. — экономист Министерства рыбной промышленности СССР.
Награждён орденом Отечественной Войны I степени, тремя орденами Трудового Красного Знамени и медалью «За трудовую доблесть».